# 七高僧
七高僧（しちこうそう）とは、浄土真宗の宗祖親鸞が選定したインド(天竺)の龍樹・天親、中国(震旦)の曇鸞・道綽・善導、日本(和朝)の源信・源空の7人の高僧のこと。「正信念仏偈」の依釈段や、『高僧和讃』に示してある。
浄土真宗の寺院には七高僧の掛軸の軸絵が本尊の脇などに祀られている事が多い。龍樹と天親は「インド僧」ではなく「菩薩」の姿に描かれていることが多い。

## 選定の理由
願生浄土者
自らが、阿弥陀仏の本願を信じた上で、念仏し生きたこと。
自力による行・念仏によって浄土往生しようとした者は、選定されていない。
開顕の釈功
阿弥陀仏の本願を顕かにする上で、先人の踏襲ではなく、独自の教義展開（発揮）があること。
諸説の了否
阿弥陀仏の本願の趣旨に相応していること。
製作の有無
書物を著し後世に弘伝したこと。
七高僧の著述を総称して、「七祖聖教」（しちそしょうぎょう）・「七高僧論釈章疏」とよぶ。

## 第一祖 龍樹
尊称
「龍樹菩薩」、「龍樹大士」と尊称する。（『高僧和讃』〈以下、略す。〉）
発揮
「難易二道」・「二道の鴻判は南天の功」
著作
『十住毘婆沙論』全17巻
『十二礼』

## 第二祖 天親
尊称
「天親菩薩」と尊称する。浄土教以外では「世親」と呼ばれることが多い。
発揮
「宣布一心」・「宣布一心は北天の功」
著作
『無量寿経優婆提舎願生偈』（『浄土論』）

## 第三祖 曇鸞
尊称
「曇鸞大師」、「曇鸞和尚」と尊称する。
発揮
「自力他力」・「顕示他力」・「顕示他力は雁門の功」
著作
『無量寿経優婆提舎願生偈註』（『浄土論註』・『往生論註』）
『讃阿弥陀仏偈』

## 第四祖 道綽
尊称
「道綽襌師」、「道綽大師」と尊称する。
発揮
「聖浄二門」・「二門廃立」・「二門廃立は西河の功」
著作
『安楽集』

## 第五祖 善導
尊称
「善導大師」、「善導和尚」と尊称する。
発揮
「正雑廃立」（しょうぞうはいりゅう）・「古今楷定」（ここんかいじょう）・「古今楷定は終南の功」
著作
『観無量寿経疏』（『観経疏』・『観経四帖疏』・『観経義』）
『往生礼讃偈』（『往生礼讃』）
『法事讃』
『般舟讃』
『観念法門』

## 第六祖 源信
尊称
「源信和尚」、「源信大師」と尊称する。
発揮
「専雑得失」・「報化弁立」（ほうけべんりゅう）「報化弁立は横川の功」
著作
『往生要集』

## 第七祖 源空
親鸞の師、法然房源空。
尊称
「源空聖人」、もしくは「聖人」と尊称する。『歎異抄』第二章においては、「ヨキヒト」（よき人）とも敬称している。
一般には「源空上人」、「法然上人」と表記・尊称する。
発揮
「選択称名」（せんじゃくしょうみょう）・「弘興選択」・「弘興選択は吉水の功」
著作
『選択本願念仏集』（『選択集』）